# Hylke Jans Kingma
Hylke Jans Kingma (Makkum, 16 oktober 1708 - aldaar, 24 september 1782) was schipper, reder, fabrikant en koopman in het Friese Makkum.

## Leven en werk
Kingma werd in 1708 geboren als zoon van Jan Martens en Bauckje Goris Kingma. Hij trouwde met Ytje Hayes. Kingma was schipper, reder, scheepsbouwer en koopman. Als koopman verdiende hij een fortuin, waarmee hij in Makkum een pakhuis en een oliemolen liet bouwen, die hij beide de naam "Het Fortuin uit Zee" gaf. Ook liet hij in Makkum aan het Verlaat 22 een monumentaal huis bouwen, dat later het Kingmahuis werd genoemd. Het pand zou 260 jaar in de familie Kingma blijven. Kingma experimenteerde met de bouw van zwaardloze kofschepen. Het in zijn opdracht gebouwde kofschip De Twee Gebroeders werd vereeuwigd door de tegelschilder Dirk Jacobs Danser op een tegeltableau voor zijn nieuwe woning in Makkum. Voor zijn pakhuis aan de Krommesloot liet hij een gevelsteen "'t Fortuin uit Zee" maken, met daarop afgebeeld het schip de Vrouwe Fortuna en de kerk van Makkum.
Hij nam in 1771 de achternaam van zijn moeder Kingma aan. Kingma vervulde diverse maatschappelijke functies. Hij was bijzitter (mederechter) van Wonseradeel, gecommitteerde van de zijl (sluis) en andere openbare werken, armvoogd en ouderling.

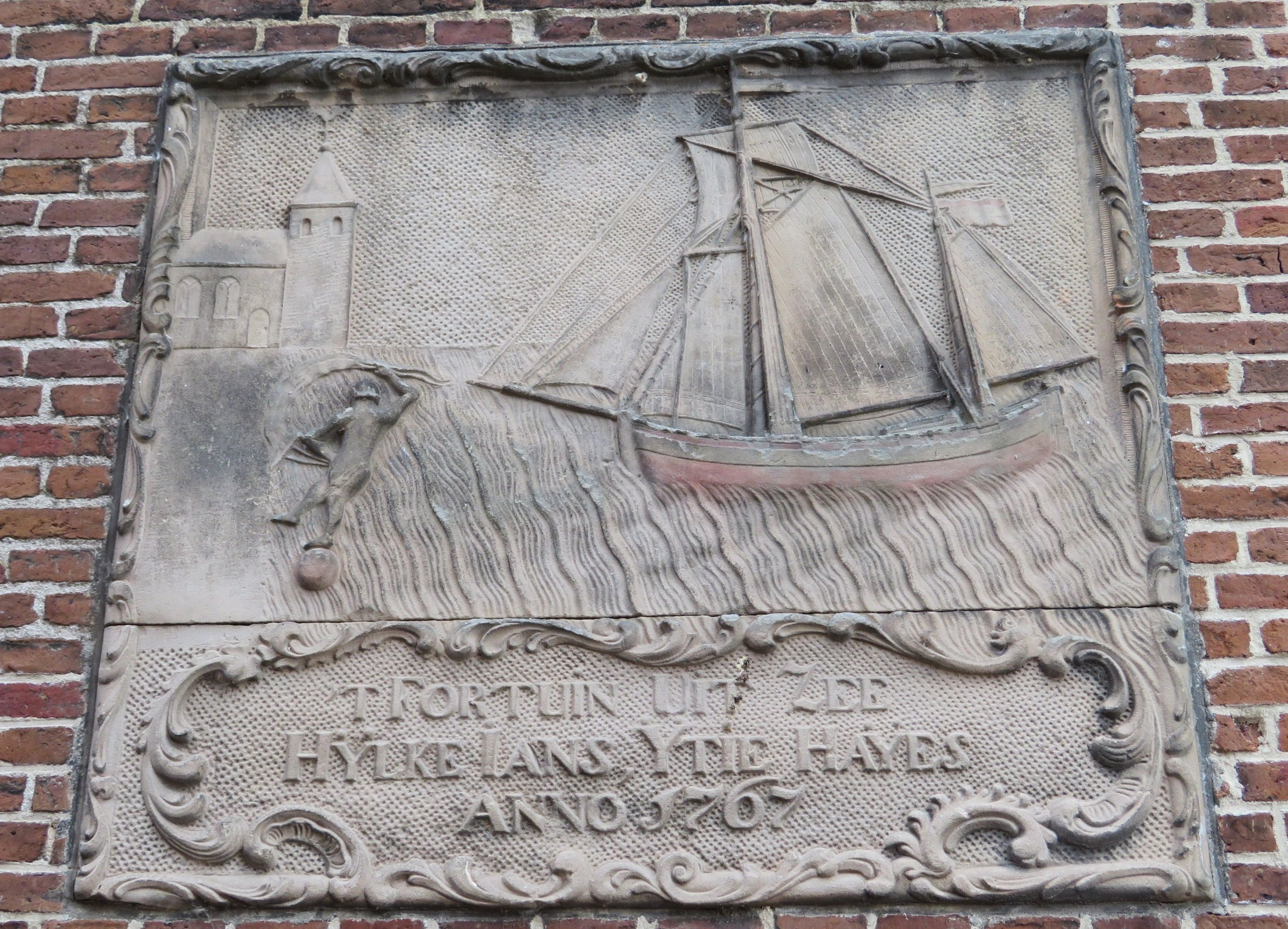
Gevelsteen in de Brouwerssteeg
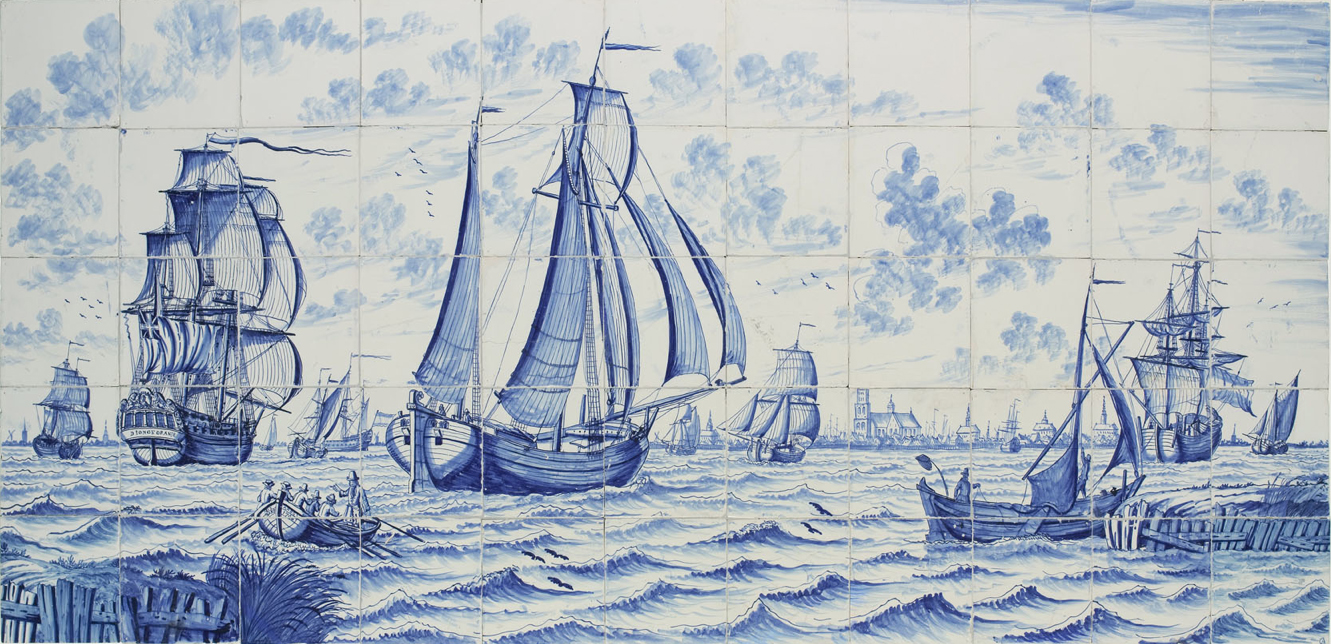
In het midden het kofschip De Twee Gebroeders van Kingma; hijzelf wordt afgebeeld als koopman staande in de sloep, de afbeelding is gemaakt door de tegelschilder Dirk Jacobs Danser